# 沃拉塔尔
沃拉塔尔（德語：Wohratal，意为“沃拉河谷”）是德国黑森州的一个市镇。总面积30.66平方公里，总人口2492人，其中男性1249人，女性1243人（2011年12月31日），人口密度81人/平方公里。